# Coeriana braziliensis
Coeriana braziliensis är en fjärilsart som beskrevs av William Schaus 1904. Coeriana braziliensis ingår i släktet Coeriana och familjen nattflyn. Inga underarter finns listade i Catalogue of Life.